# Герасимовская
Герасимовская — деревня в Верховажском районе Вологодской области.
Входит в состав Нижнекулойского сельского поселения, с точки зрения административно-территориального деления — в Нижнекулойский сельсовет.
Расстояние по автодороге до районного центра Верховажья — 43 км, до центра муниципального образования Урусовской — 5 км. Ближайшие населённые пункты — Щекотовская, Босыгинская, Ивонинская.
По переписи 2002 года население — 24 человека (9 мужчин, 15 женщин). Всё население — русские.